# Le Gladiateur magnifique
Pour plus de détails, voir Fiche technique et Distribution.
Le Gladiateur magnifique (titre original : Il magnifico gladiatore) est un film italien d'Alfonso Brescia sorti en 1964.

## Synopsis
Hercule sauve des soldats romains Velida, la fille de l'empereur Gallien. Il en tombe amoureux. Mais Velida est convoitée par le général Zuddo, chef des prétoriens qui tente de détrôner Gallien en utilisant son sosie.

## Fiche technique
- Titre original : Le Gladiateur magnifique
- Titre français : Il magnifico gladiatore
- Réalisation : Alfonso Brescia
- Scénario : Alfonso Brescia
- Adaptation française : Jeanne Vidal , ingénieur du son : Maurice Laroche , dialogues français : Randal
- Directeur de la photographie : Pier Ludovico Pavoni
- Système : Techniscope , Technicolor
- Musique : Marcello Giombini
- Costumes : Mario Giorsi
- Directeur de la production : Carlo Vassalle
- Production : Seven films spa, Rome
- assistant réalisateur : Filiberto Fraschi
- Producteur : Cleto Fontini
- Décors : Pier Vittorio Marchi
- Montage : Nella Nannuzzi
- Studio : Incir de Paolis Rome
- Genre : film d'aventure, film d'action, péplum
- Pays :  Italie
- Aspect ratio : 2.35 : 1
- Durée : 90 minutes
- Distributeur en France : Cosmopolis films et les films Marbeuf
- Date de sortie :
  - Italie : 31 décembre 1964
  - France : 20 février 1966

## Distribution
- Mark Forest  (VF : Jacques Torrens) : Hercule
- Marilu Tolo  (VF : Sophie Real) : Velida
- Paolo Gazlino  (VF : René Arrieu) : Zuddo
- Jolanda Modio  (VF : Michèle Montel) : Clea
- Franco Cobianchi  (VF : Émile Duard) : l’empereur Gallien
- Nazzareno Zamperla : Oreste
- Fedele Gentile  (VF : Jean-Francois Laley) : le consul Arminio
- Oreste Lionello  (VF : Guy Piérauld) : Drusio, le berger
- Franco Ukmar  (VF : Roger Rudel) : un gladiateur
- Mario de Simone  (VF : Jean Berton) : un citoyen
- Giulio Tomei  (VF : Fernand Fabre) : le vieux berger